# Экибастузское водохранилище
Экибастузское водохранилище (каз. Екібастұз бөгені) — водохранилище на территории городской администрации Экибастуза Павлодарской области Казахстана. Сооружено в 1967 в составе сооружений канала имени Каныша Сатпаева для накопления воды и обеспечения водой города Экибастуза.
Площадь водного зеркала — 7,2 км², объём — 17,25 млн м³, полезный объём — 14,4 млн м³. Длина водохранилища — около 6 км, ширина — 2,3 км, средняя глубина — 2,25 м, максимальная глубина — 5,3 м.
Вода пресная, умеренно жёсткая, слабощелочная, относится к гидрокарбонатно-сульфатному классу, натриевой группе.
Ихтиофауна: судак, щука, лещ, плотва, окунь. На южном берегу водохранилища расположены водоочистные сооружения.
В течение года объём воды в водохранилище колеблется от около 16 млн м³ до около 19 млн м³. Общий сток впадающих в водохранилище рек в период паводка составляет 4,19 млн м³. Вода относится к сульфатному классу, группе магния. Согласно исследованию 2022 года, масса макробентоса составила 1,16 г/м² (олигитрофный водоём).

## Топографическая карта
- Лист карты M-43-IV. Масштаб: 1 : 200 000. Указать дату выпуска/состояния местности.